# Rassul Kaliyev
Rassul Kaliyev (en kazajo: Расул Қалиев, 16 de marzo de 1991), es un luchador kazajo de lucha libre. Compitió en Campeonato Mundial de 2013 consiguiendo un quinto puesto. Ganó la medalla de plata en los Juegos Asiáticos de 2014. Conquistó dos medallas en Campeonatos Asiáticos, de oro en 2014. Representó a su país en la Copa del Mundo en el 2012 clasificándose en la séptima posición. Vicecampeón Mundial de Juniores del año 2011.